# Perreux (Loira)
 Perreux  es una población y comuna francesa, situada en la región de Ródano-Alpes, departamento de Loira, en el distrito de Roanne. Es el chef-lieu del cantón de Perreux.

## Demografía
| 1728 | 1907 | 1885 | 1933 | 1985 | 2075 |
| Para los censos de 1962 a 1999 la población legal corresponde a la población sin duplicidades (Fuente: INSEE [Consultar]) |      |      |      |      |      |